# Punta Curva
Punta Curva (spanisch) ist eine Landspitze von Half Moon Island im Archipel der Südlichen Shetlandinseln. Sie liegt westlich des Punta Pallero an der Mugla-Passage. Auf ihr ragt der Pico Destacamento auf.
Argentinische Wissenschaftler benannten sie. Der weitere Benennungshintergrund ist nicht hinterlegt.